# Hermione Corfield
Hermione Isla Conyngham Corfield (Westminster, 1993. december 19. –) angol színésznő.

## Filmjei
Szerepelt az alábbi filmekben is:
- Mission: Impossible – Titkos nemzet
- Büszkeség és balítélet meg a zombik
- xXx: Újra akcióban
- Arthur király – A kard legendája
- Star Wars VIII. rész – Az utolsó jedik
- Mészárszék rulez
- Tolvajok társasága